# Gold Band
A Gold Band együttes egy szentegyházi (Hargita megye) fúvószenekar, mely 2012 márciusában alakult.
A zenekar legfőbb sajátossága, hogy közismert, modern könnyűzenei darabokat szólaltat meg fúvóshangszerekre átdolgozva. A 16 réz és fafúvóst dob, szólógitár és basszusgitár, valamint 5 hegedű egészíti ki.
A zenészek javarészt a Szentegyházi Gyermekfilharmónia egykori, vagy jelenlegi tagjai, több éves zenei gyakorlattal rendelkeznek.

## Története

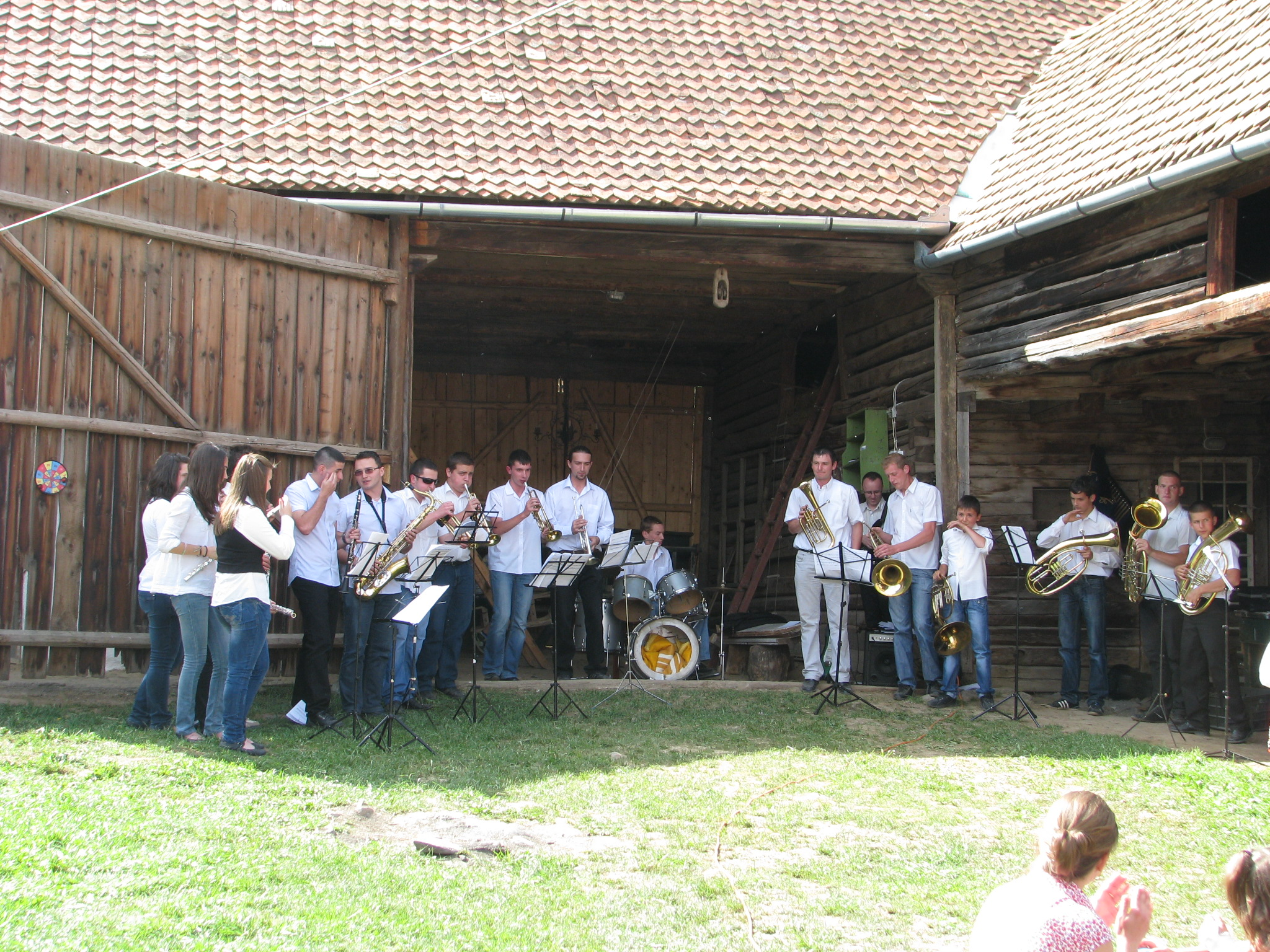
A Gold Band első fellépése

A zenekar 2012 márciusában alakult Bálint Sándor, Gábos Szabolcs, Lőrincz Sándor és Tankó Zsombor kezdeményezésére. Bálint Sándor felajánlotta, hogy megírja a kottákat, Lőrincz Sándor, a Velence vendéglő tulajdonosa pedig próbatermet biztosított a próbáknak. Ez a hír hamar elterjedt a helyi fiatalok között, az első próbára közel 20 zenélni tudó fiatal érkezett. Így kezdődött a zenekar.
Az első fellépés a Szentegyházi Gyermekfilharmónia 30. születésnapján volt. Azóta évi 10-14 meghívást kapnak városnapok, falunapok esti koncertjeire, karácsonyi koncerteket szerveznek, vagy szerenádokat adnak.

## Repertoár
A könnyűzene-irodalom legnépszerűbb slágereit dolgozzák fel. Jelenleg több mint 50 dal van a repertoárjukban, köztük Queen, AC/DC, ABBA, Avicii, Neoton Família, Bon-Bon, Republic, Edda, Bikini, de a közönség egyik legnagyobb kedvence a közismert rajzfilmdalok feldolgozása is. Az aktuális slágereket sem hagyja figyelmen kívül a zenekedvelő társaság, így már Lady Gaga, Csík zenekar és Presser Gábor dalok is feldolgozásra kerültek.

## Tagok
A zenekar tagjai:

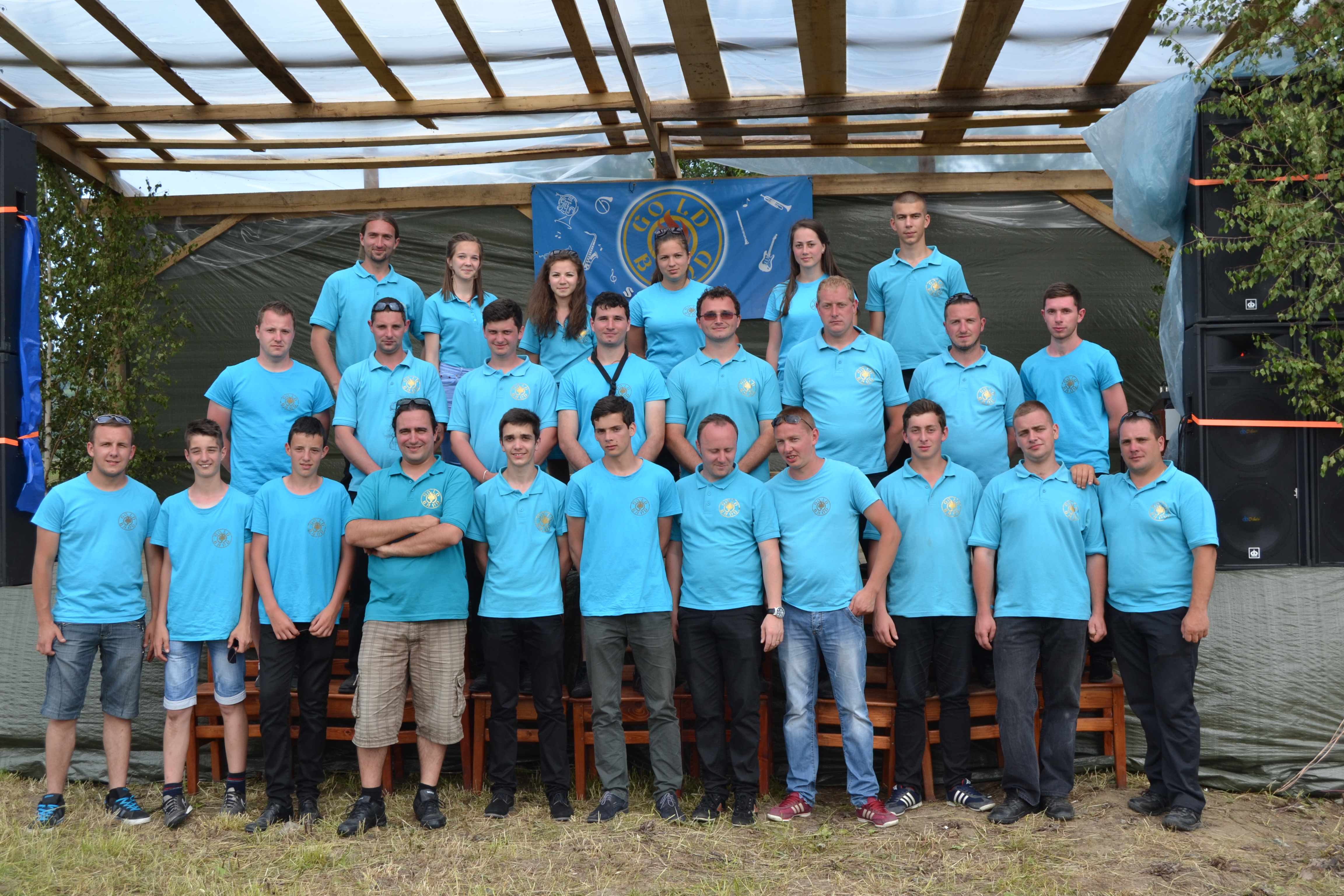
Csoportkép a Gold Band fesztiválon

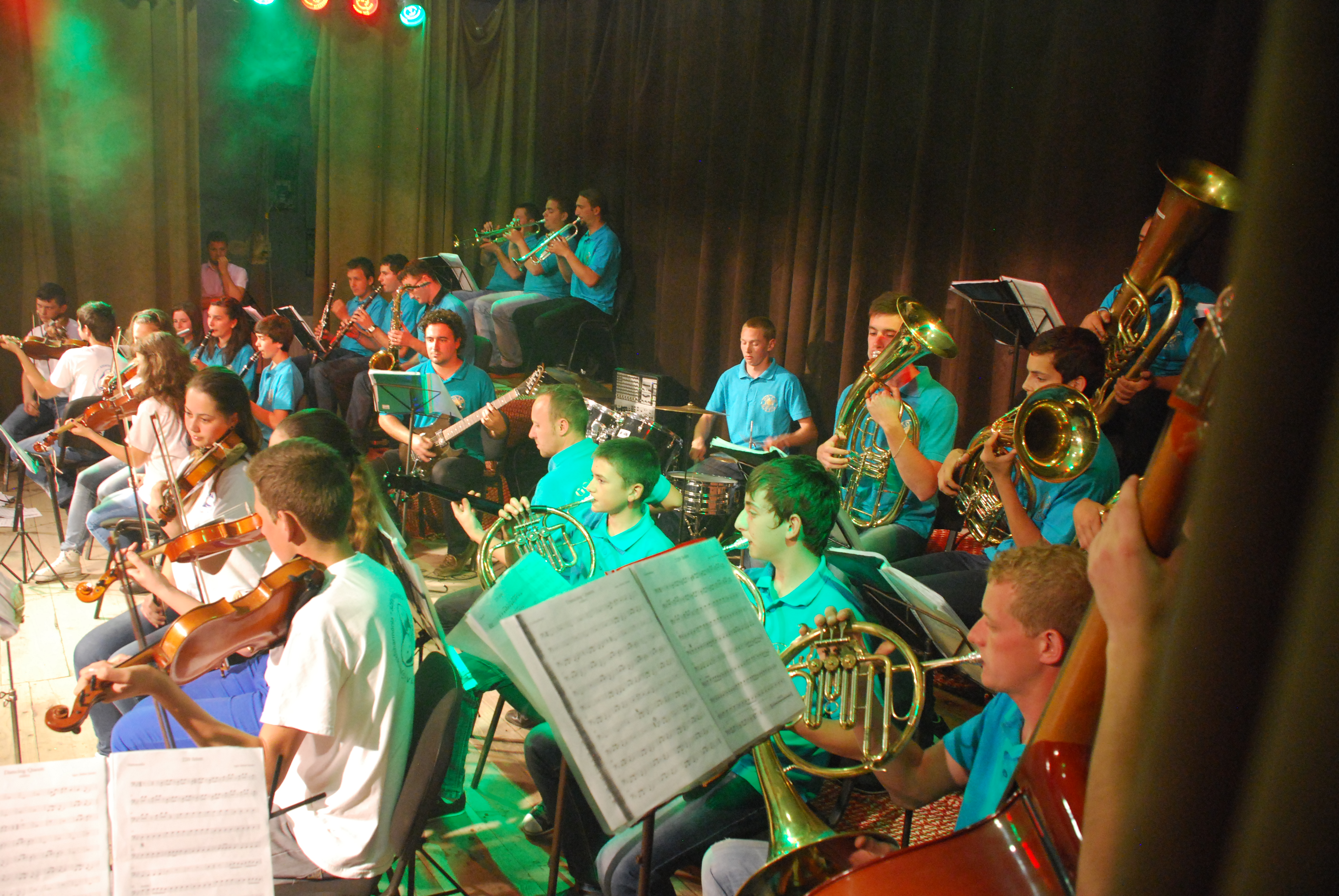
A Gold Band első szülinapi koncertjén

- Trombita: Bálint Sándor, Lőrincz Sándor, Kozán Endi
- Fuvola: Ambrus Rita, Tamás Krisztina, Lőrincz Gyönyvér
- Szaxofon: Gábos Szabolcs, Gábos Levente, Kele Boti
- Klarinét: Benedek Szilárd, Simó András
- Kürt: Tankó Zsombor, Hatos Róbert, Márton Roland, Márton Kristóf, Pál Tomi
- Harsona: Tamás Attila, Molnár Zoltán
- Eufónium: Elekes Ádám, Márton Imre, Tankó Roland, Tamás Norbi
- Tuba: Hatos Hunor, Simó András, Karácsony László
- Hegedű: Tankó Gábor, Opra Lila, Molnár Zsombi, Bíró Huni
- Ütős hangszerek: János László (Laca), Márk László (Taszi), Márk Emília
- Basszusgitár: Lőrincz Árpád
- Ének: Opra Levente